# Darío Rumeu y Torrens
Darío Rumeu y Torrens (1849-1905) fue un político español, primer barón de Viver.

## Biografía
Nació en 1849. Primer barón de Viver, título creado el 16 de octubre de 1901, fue presidente de la Diputación Provincial de Barcelona y en el momento de su muerte, acaecida el 9 de diciembre de 1905, habría sido uno de los candidatos a la alcaldía de la capital catalana. Habría sido enterrado, presumiblemente, en el cementerio del Este. Fue padre del también político Darío Rumeu y Freixa, a quien transmitió su título nobiliario.